# Roel Reiné
Roel Reiné (n. 1969, Eindhoven) este un regizor neerlandez de film care locuiește în Los Angeles. De asemenea este cunoscut și ca scenarist, producător de film și cameraman.

## Biografie
Roel Reiné s-a născut în Olanda, la Eindhoven, în anul 1969.
Cariera sa a început la începutul anilor 1990 la televiziunea olandeză, unde a regizat câteva episoade ale unor seriale de televiziune, fiind și scenarist și monteur. 
În 1999 a debutat ca regizor cu filmul thriller-comedie The Delivery pentru care a primit Vițelul de Aur (Gouden Kalf) pentru cel mai bun regizor la Festivalul Olandez de Film (Nederlands Film Festival).
În anii 2000 s-a mutat la Los Angeles.
În 2009 a fost producătorul filmului Swingers regizat de Stephan Brenninkmeijer.

### Death Race 2
Producătorul olandez de filme a fost numit să regizeze Death Race: Frankenstein Lives (cunoscut și ca Death Race 2), o continuare oficială a filmului lui Paul W.S. Anderson, Death Race. În ianuarie 2010 Luke Goss a primit rolul șoferului, Frankenstein și modelul sud-african Tanit Phoenix a primit rolul Elizabetei Jane Case.

### Wolf Town
Roel Reiné a produs filmul de groază Wolf Town, care este regizat de Paul Hart-Wilden și în care joacă actorii Levi Fiehler, Max Adler, Josh Kelly și Alicia Ziegler.

## Filmografie
Seriale TV:
- "De uitdaging" (1990)
- "12 steden, 13 ongelukken" (1990)
- "Sam sam" (1994)
- "Voor hete vuren" (1995)
- "Brutale meiden" (1997)
- "Sterker dan drank" (1997)
- "'t Zal je gebeuren..." (1998)
- "De aanklacht" (2000)
- "Verkeerd verbonden" (2000)

Filme:
- No More Control (1996)
- Carwars (1999)
- The Delivery (1999)
- Adrenaline (2003)
- Deadwater (2007)
- Pistol Whipped (2008)
- Drifter (2008)[8]
- The Forgotten Ones (2009)
- The Marine 2 (2009)
- Lost Tribe (2010)
- Death Race 2 (2011)
- The Scorpion King 3: Battle for Redemption (2012)
- Death Race: Inferno (2013)
- 12 Rounds 2: Reloaded (2013)
- Dead in Tombstone (2013) (direct-pe-video)